# 華特·佩特
華特·荷瑞修·佩特（Walter Horatio Pater，1839年8月4日—1894年7月30日）是英國作家，畢業於牛津大學皇后學院，代表作是『文藝復興』（The Renaissance）。

## 著作一覽
- 文藝復興（1873）
- 享樂主義者馬里烏斯（1885）
- 想像的肖像（1887）
- 鑑賞集（1889）
- 柏拉圖和柏拉圖主義（1893）